# 한국재갈매기
한국재갈매기(영어: Mongolian Gull, 학명: Larus mongolicus)는 도요목 갈매기과에 속하는 새이다. 한국에서는 흔한 겨울철새이고 번식하는 개체들도 있다.

## 생김새

### 성조
재갈매기와 거의 유사하며 색이 조금 더 밝다. 이마가 완만하고 부리가 길다.

### 어린새
재갈매기보다 흰 기운이 강하고 날개와 등의 갈색 반점이 작고 모양이 다르다. 셋째날개깃 무늬가 흰색이 많다.

### 1회 겨울깃
재갈매기보다 더 하얗고 특히 머리의 흰색이 강하다. 날개덮깃에 갈색 반점들이 있다. 몸아랫면에 흰색 기운이 있다.

### 2회 겨울깃
어깨와 등 일부가 회색이고 날개덮깃의 갈색 무늬가 재갈매기보다 뚜렷하다.

### 3회 겨울깃
재갈매기보다 갈색 깃이 적다. 부리 끝이 검은색이고 어깨와 등이 성조와 같은 색이다. 셋째날개깃 안쪽은 검은색이고 끝부분이 넓은 흰색이다.

## 서식지
몽골 북부, 중국 동북부, 러시아에 있는 내륙 호수에서 번식하고 주로 황해에서 겨울을 보낸다. 해변이나 하구에서 갈매기 무리 속에 섞여 있기도 하지만 강이나 호수 같은 민물에서 관찰되기도 한다.

## 분류
한국재갈매기는 과거에 Yellow-legged Gull(L. cachinnans)로 분류하는 견해가 있었지만 재갈매기의 아종으로 분류했다. 최근에는 재갈매기와 별개의 종으로 분리하였다.
1. ↑  “Species Updates – IOC World Bird List”. 2024년 12월 15일에 확인함.